# Салимов, Марсель Шайнурович
Марсель Шайнурович Салимов (псевдоним Мар. Салим; род. 3 января 1949 года) — писатель-сатирик, поэт, публицист, переводчик. Народный писатель Республики Башкортостан (2021). Заслуженный работник культуры Башкирской ССР (1990) и Российской Федерации (1993). Кавалер Ордена Дружбы (1999). Член Союза писателей России и РБ. Народный писатель Республики Башкортостан (2021).

## Биография
Салимов Марсель Шайнурович родился 3 января 1949 года в деревне Саит-Курзя Бураевского района Башкирской АССР). Его отец, Салимгареев Шайнур Салимгареевич, участник Великой Отечественной войны, был сельским корреспондентом; мать, Файза Фамутдиновна — сельская труженица, работала в колхозе.
В 1971 году Марсель Шайнурович с отличием окончил филологический факультет Башкирского государственного университета (ныне Уфимский университет науки и технологий), в 1980 году — Свердловскую высшую партийную школу по специальности «политология».
По окончании университета, будучи офицером Советской Армии, 2 года служил в Северной группе войск (Польша). Майор запаса (1989).
С 1973 года работает в республиканском журнале сатиры и юмора «Хэнэк» («Вилы») литсотрудником-фельетонистом, редактором отдела, с 1980 по 2010 год — главный редактор.
Писать начал в школьные годы, с 14 лет публиковался в местных газетах и журналах. Первая его книга «Мешок тайн» была издана в Башкирском книжном издательстве в 1982 году. Написал более 30 книг.
Салимов Марсель Шайнурович — член правления, заместитель председателя, с 1996 по 2006 год — председатель Союза журналистов Башкортостана; с 1988 года — член правления Союза писателей РБ; с 1996 года — член Федеративного совета Союза журналистов России; с 1998 по 2000 год — вице-президент Международной конфедерации журналистских союзов; с 2008 года — председатель совета Объединения ветеранов журналистики РБ; с 2009 года — член совета и с 2010 года член президиума Башкирского республиканского совета ветеранов; с 2014 года — член правления Международной ассоциации творческих работников. Был одним из учредителей Общества юмора народов (Габрово, 1989).
Произведения писателя переведены на сорок языков народов мира.

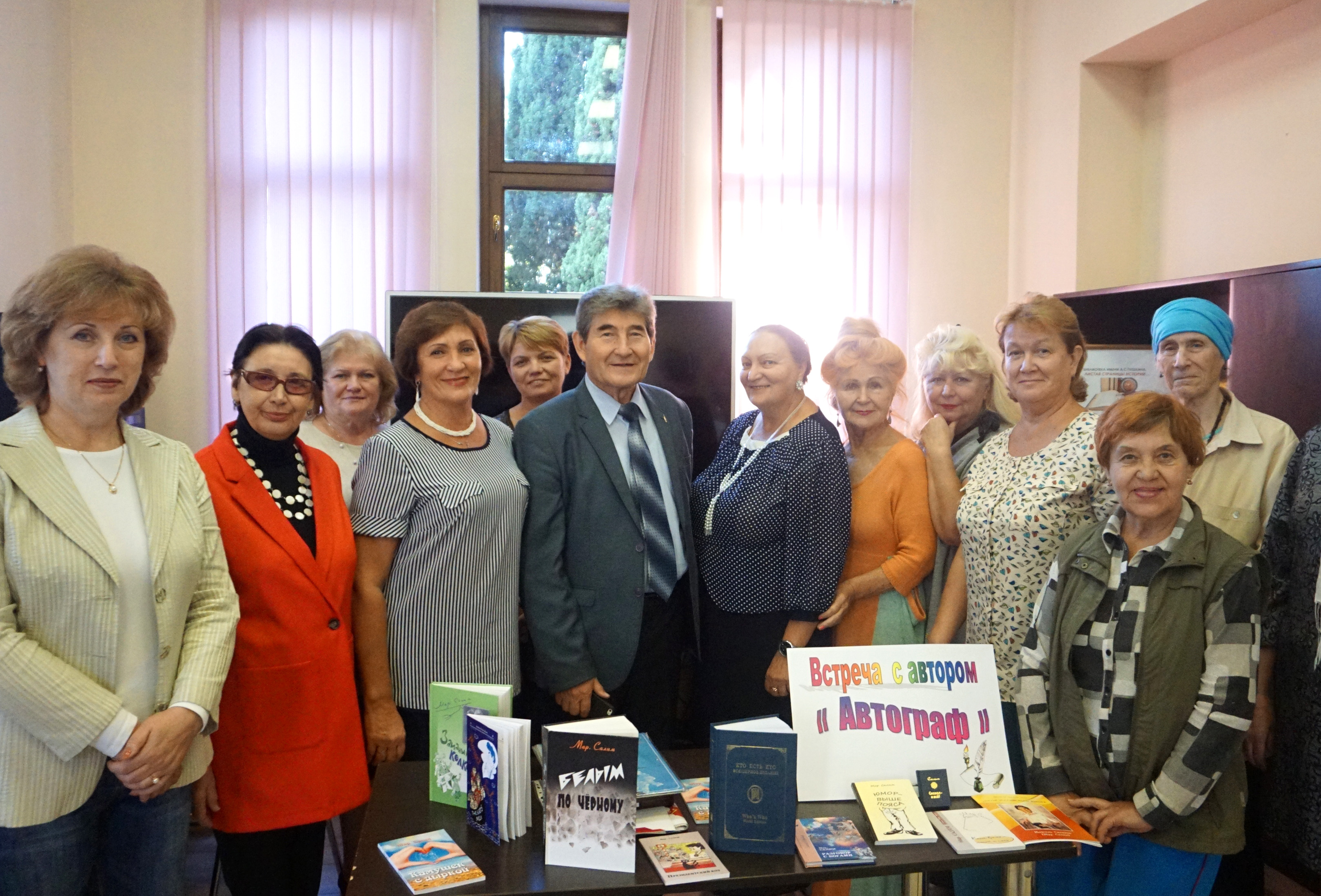
Встреча с Марселем Салимовым в библиотеке имени А. С. Пушкина (Сочи, 2018).

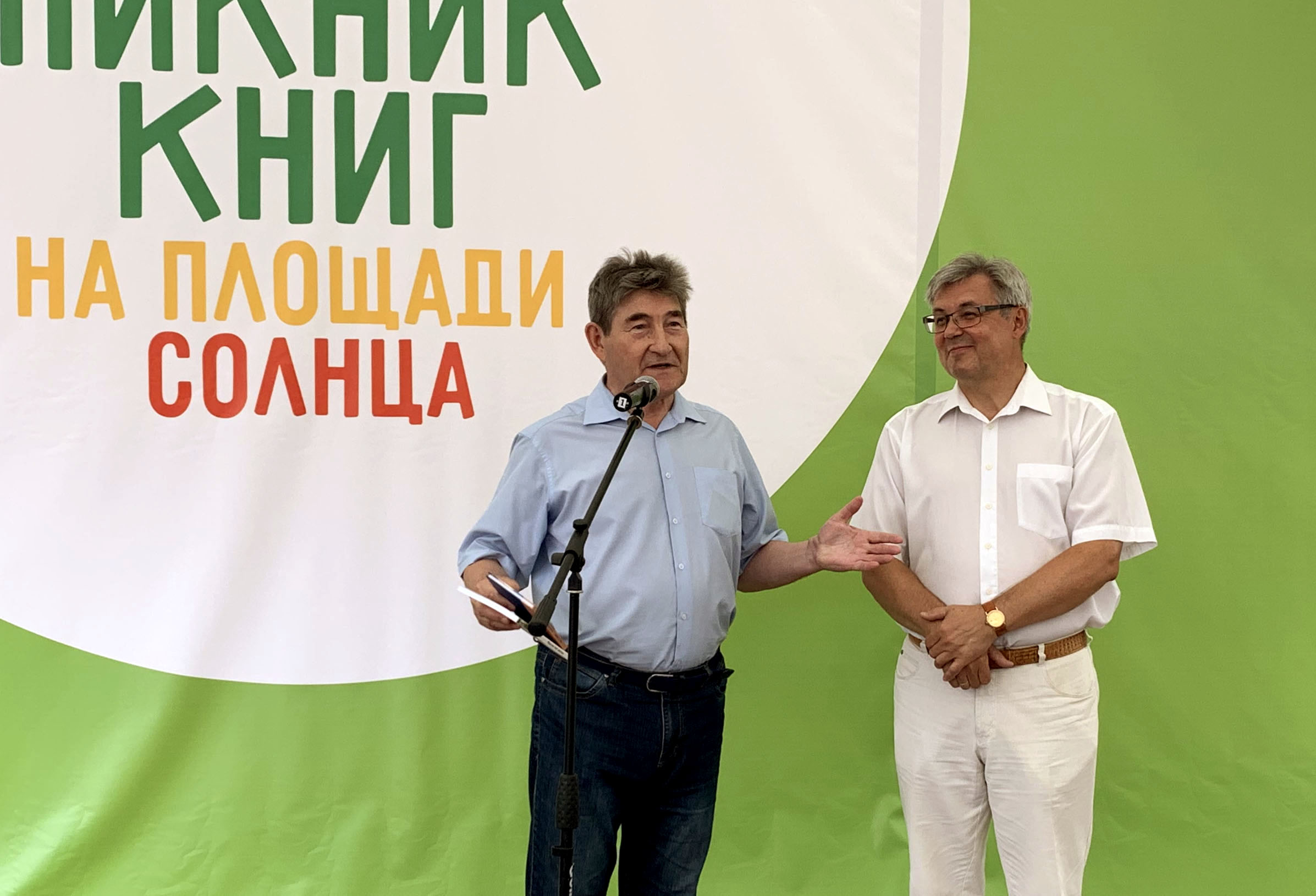
Писатель-сатирик Марсель Салимов читает стихи. Пикник книг в день 433-летия Тюмени, 2019 год.

### Труды
- Сатирические повести: 
  - «Птичье молоко»
  - «Замечательный человек»

- Сатирические поэмы: 
  - «Длинная рука»
  - «Вожак»

- Комедии:
  - «Как по маслу»
  - «В стране лентяев»

Рассказы, фельетоны, юморески, стихотворения, басни, эпиграммы, скетчи, интермедии.

### Издания
- Волшебный мешок: Юмор и сатира (на башк. яз.) — Уфа: Башкирское книжное издательство, 1982.
- Сани на колёсах: Сатира и юмор (на башк. яз.) — Уфа: Башк. кн. изд-во, 1984.
- Красавчик Шармаев: Сатирические рассказы, юморески, фельетоны (на русск . яз.) М.: Правда, 1986.
- Птичье молоко: Сатирическая повесть и рассказы (на башк. яз.) — Уфа: Башк. кн. изд-во, 1988.
- Смелого пуля боится: Повесть, рассказы (на башк. яз.) — Уфа: Башк. кн. изд-во, 1990.
- Подарок зайца: Рассказы (на башк. яз.) — Уфа: Китап, 1994.
- Девяносто девять любвей: Повести, рассказы (на башк. яз.) — Уфа: Слово, 1994.
- Птичье молоко: Сатирическая повесть и рассказы (на русск. яз.) — Уфа: Слово, 1994.
- Деляга: Сатира и юмор (на башк. яз.) — Уфа: Китап, 1995.
- Важная персона: Сатира и юмор (на русск. яз.) — Уфа: Полиграфкомбинат, 1995.
- Как по маслу: Сценические произведения (на тат. яз.) — Уфа: Слово, 1995.
- Беру слово: Стихи (на диалекте) — Уфа: Слово, 1995.
- Зеркало жизни: Книги журналиста (на башк., тат. и русск. яз.) — Уфа: Башкортостан, 1998.
- Хоть смейся, хоть не смейся…: Сатира и юмор (на тат. яз.) — Казань: Татарское книжное издательство, 1998.
- Горит моё сердце: Стихи (на русск. яз.) — Уфа: Башкортостан, 1999.
- Замечательный человек: Сатира и юмор (на башк. яз.) — Уфа: Китап, 1999.
- Ну и забавная жизнь!: Прозаические и сценические произведения (на башк. яз.) — Уфа: Тип. им. Ф. Э. Дзержинского, 2000.
- Пересмешник: Сатирические и юмористические произведения. В 2-х т. (на башк. яз.) — Уфа: Китап. Пересмешник — I, 2002; Пересмешник — II, 2005.
- Посмеёмся вместе!: Сатира и юмор (на башк., тат. и русск. яз.) — Казань: Идел-пресс, 2003.
- Перо с любовью: Стихи (на башк., тат. и русск. яз.) — Казань: Идел-пресс, 2005.
- Сказал — и всё!: Размышлизмы (на башк. и русск. яз.) — Уфа: Полиграфкомбинат, 2007.
- Свои люди: Сатира, юмор (на тат. яз.) — Казань: Тат. кн. изд-во, 2007.
- Вечная любовь: Стихотворения (на тат. яз.) — Казань: Идел-пресс, 2008.
- Белым по чёрному: Сатира. Юмор. И не только (на русск. яз.) — Уфа: Китап, 2009.
- Эй, вы, джигиты!..: Повесть-гротеск, рассказы, пьесы / Авториз. пер. В. Енеша (на чуваш. яз.) — Чебоксары: Чувашcкое книжное издательство, 2010.
- Книга дружбы. Книга на дружбата: И серьёзно, и смешно (на русск. и болгарск. яз.) (в соавторстве с Йорданом Поповым) — Уфа: Мир печати, 2011.
- Какое время — такой и смех: Сатира. Юмор. Лирика (на русск. яз.) — М.: Российский писатель, 2013.
- Юмор — выше пояса: Записки сатирика. Смехотворения (на русск. яз.) — М.: МГО СПР (Арт-издат), 2014.
- Душа пчелы: Лирика. Юмор. Сатира (на русск. яз.) — М.:У Никитских ворот, 2014.
- Миссия той пассии: Сатирическая повесть, рассказы и юморески (на русск. яз.) — М.: Продюсерский центр Александра Гриценко, 2015.
- О времена…: Сатира и юмор (на башк. яз.) — Уфа: Китап, 2015.
- От смешного до великого: Стихотворения и басни (на русск. яз.) — М.: Интернациональный союз писателей, 2015.
- Камушек с дыркой: Почти курортный роман и рассказы о том же (на русск. яз.) — М.: Интернациональный Союз писателей, 2015.
- Президентский кот: Рассказы, сатирески, фельетоны, юморески (на русск. яз.) — М.: Союз независимых авторов и издателей, 2016.

## Награды и звания
Государственные
- Народный писатель Республики Башкортостан (2021)
- Заслуженный работник культуры Башкирской ССР (1990)
- Заслуженный работник культуры Российской Федерации (1993)
- Орден Дружбы (1999) — за заслуги в области печати, культуры, укреплении дружбы и сотрудничества между народами
- Премия Правительства Республики Башкортостан имени Шагита Худайбердина (1998)

Ведомственные и литературные
- Лауреат международного конкурса «Алеко» на лучший юмористический рассказ (Болгария, 1996)
- Премия Союза журналистов России (1996)
- Международная литературная премия имени Сергея Михалкова (2010)
- Почётная грамота правления СПР — за активную талантливую творческую работу в жанре сатиры и юмора в современной многонациональной литературе России (2015)
- Общественные ордена «За вклад в просвещение» (2014), имени В. В. Маяковского (2015)
- Международная литературная премия имени Николая Гоголя (Украина, 2015)
- Премия «Золотой телёнок» «Литературной Газеты» («Клуба 12 стульев») (2015)
- Лауреат Международной премии имени Владимира Гиляровского (2016)
- Медаль имени Мацуо Басё (2016, Япония)
- Почётное звание «Золотое перо России» (2016)
- Лауреат XIV Артиады народов России (2016)
- Лауреат международной литературной премии имени Эрнеста Хемингуэя 2017 [3]
- Национальная литературная премия «Золотое перо Руси» за произведение «Многоязычный башкир» (2018)[4]
- Высшая российская общественная награда — знак ордена св. Александра Невского «За труды и Отечество» (2019)[5]
- Золото Всероссийского литературного фестиваля «ЛиФФт» (2020)